# Pierre Meulien

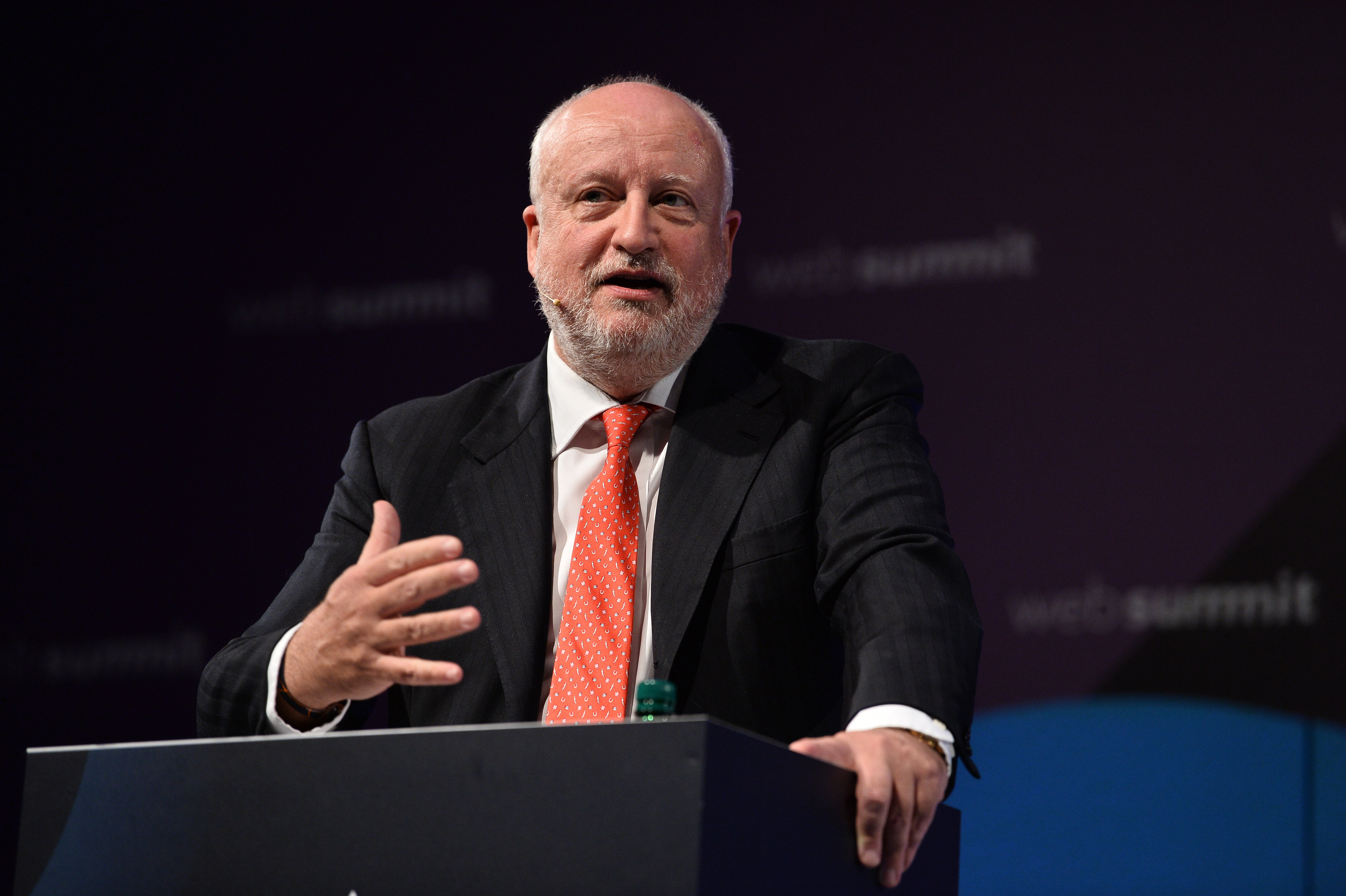
Pierre Meulien (2017)

Pierre Meulien (* Dublin) ist ein irischer Molekularbiologe und Manager.
Meulien studierte Mikrobiologie an der University of Liverpool und wurde an der Universität Edinburgh 1981  in Molekularbiologie promoviert. Er war als Post-Doktorand am Institut Pasteur in Paris. Er forschte sieben Jahre für die französische Biotech-Firma Transgene in Straßburg und hatte dort auch Managementaufgaben. Er war Senior-Vizepräsident für Forschung und Entwicklung bei Aventis Pasteur in Toronto und Forschungsdirektor von Aventis Pasteur in Lyon.
Meulien war 2002 bis 2007 Gründungs-CEO des Dublin Molecular Medicine Centre (später Molecular Medicine Ireland), ein Verbund verschiedener Universitäts- und Lehrkrankenhäuser in Irland um eine kritische Masse für molekulare und translationale Medizin zu bilden. Sie verwaltete einen Etat von 45 Millionen Euro der irischen Regierung für Humangenomik und war das erste medizinische Forschungszentrum in Irland das vom Wellcome Trust finanziert wurde. 2007 bis 2010 war er Chief Scientific Officer von Genome British Columbia und 2010 wurde er CEO und Präsident von Genome Canada.
Ab 2015 war er Executive Director der Innovative Medicine Initiative (IMI), die Projekte im Umfang von 5 Milliarden Euro verwaltet in einer Partnerschaft von Europäischer Union und europäischer Pharmaindustrie.
1993 war er mit Frédéric Martinon Hauptautor einer Studie, in der erstmals ein RNA-Impfstoff demonstriert wurde, in diesem Fall an Mäusen, denen m-RNA in einer Liposom-Kugel injiziert wurde und so eine Immunantwort gegen Grippeviren erzeugt wurde. Um die gleiche Zeit geschah dies auch durch eine schwedische Gruppe um Peter Liljeström, die 1994 veröffentlichten.